# Sutton (wijk)
Sutton is de centrale wijk van het gelijknamige Londense bestuurlijk gebied (borough) Sutton, in het zuiden van de regio Groot-Londen. Het ligt ongeveer 16,7 km van Charing Cross, het centrale meetpunt van Londen.

## Heden, verleden en toekomst
Sutton werd voor het eerst genoemd als "Sudtone" in het Domesday Book van 1086. De naam is gevormd uit de Oudengelse woorden  sūth (zuid) en tūn (boerenland, vergelijk Nederlands: "tuin"). Tot de 19e eeuw vormde Sutton een civil parish in het graafschap Surrey.
Sutton ontwikkelde zich na de komst van de spoorwegen in 1847 tot een woonwijk voor Londenaren. Tussen 1850 en 1870 verviervoudigde de bevolking. In Sutton High Street staan nog diverse gebouwen uit de late victoriaanse periode.
Sutton wordt in de toekomstvisie London Plan (2004/2015) aangemerkt als een van de 19 metropolitan centres van Groot-Londen met een verzorgingsgebied groter dan de eigen borough.

## Voorzieningen
Sutton heeft een belangrijke regionale verzorgingsfunctie met onder andere een uitgebreid winkelcentrum, een bibliotheek, een theater, een bioscoop en een groot aantal horecavoorzieningen.
De wijk telt drie spoorwegstations, waarvan Station Sutton het belangrijkste is, met frequente treinverbindingen naar Londen Victoria en London St Pancras International. De twee kleinere stations zijn Station West Sutton en Station Sutton Common.

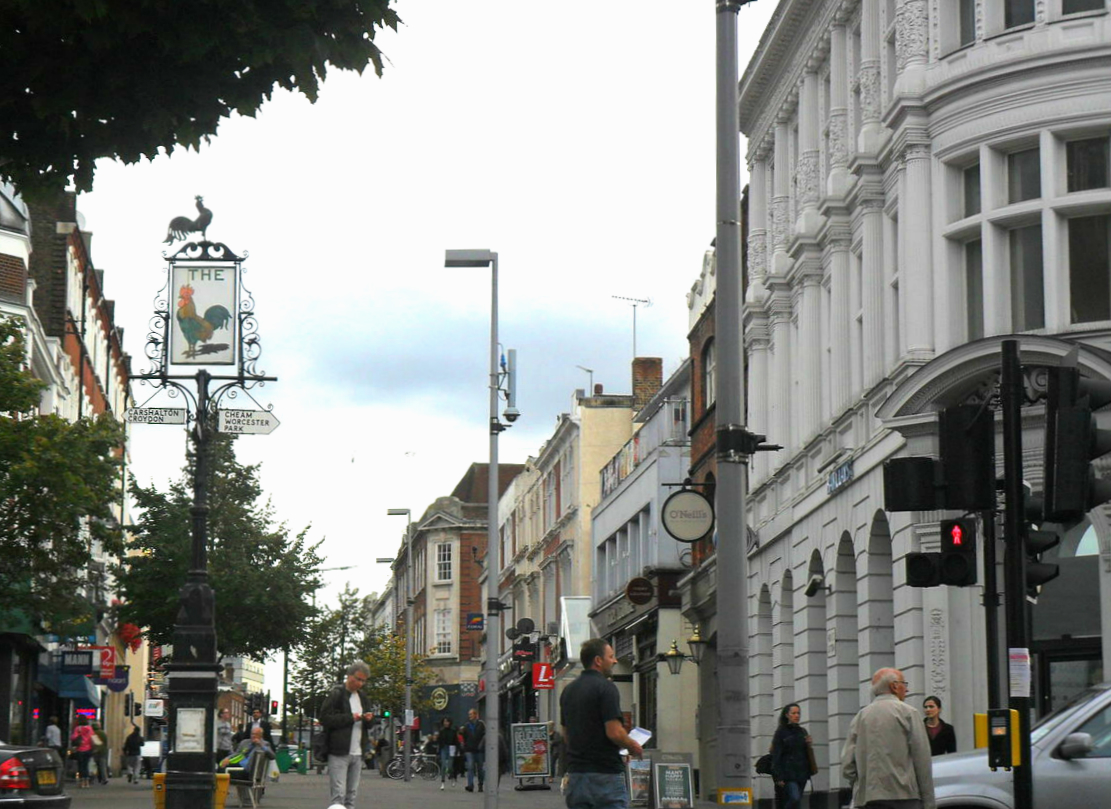
Sutton High Street
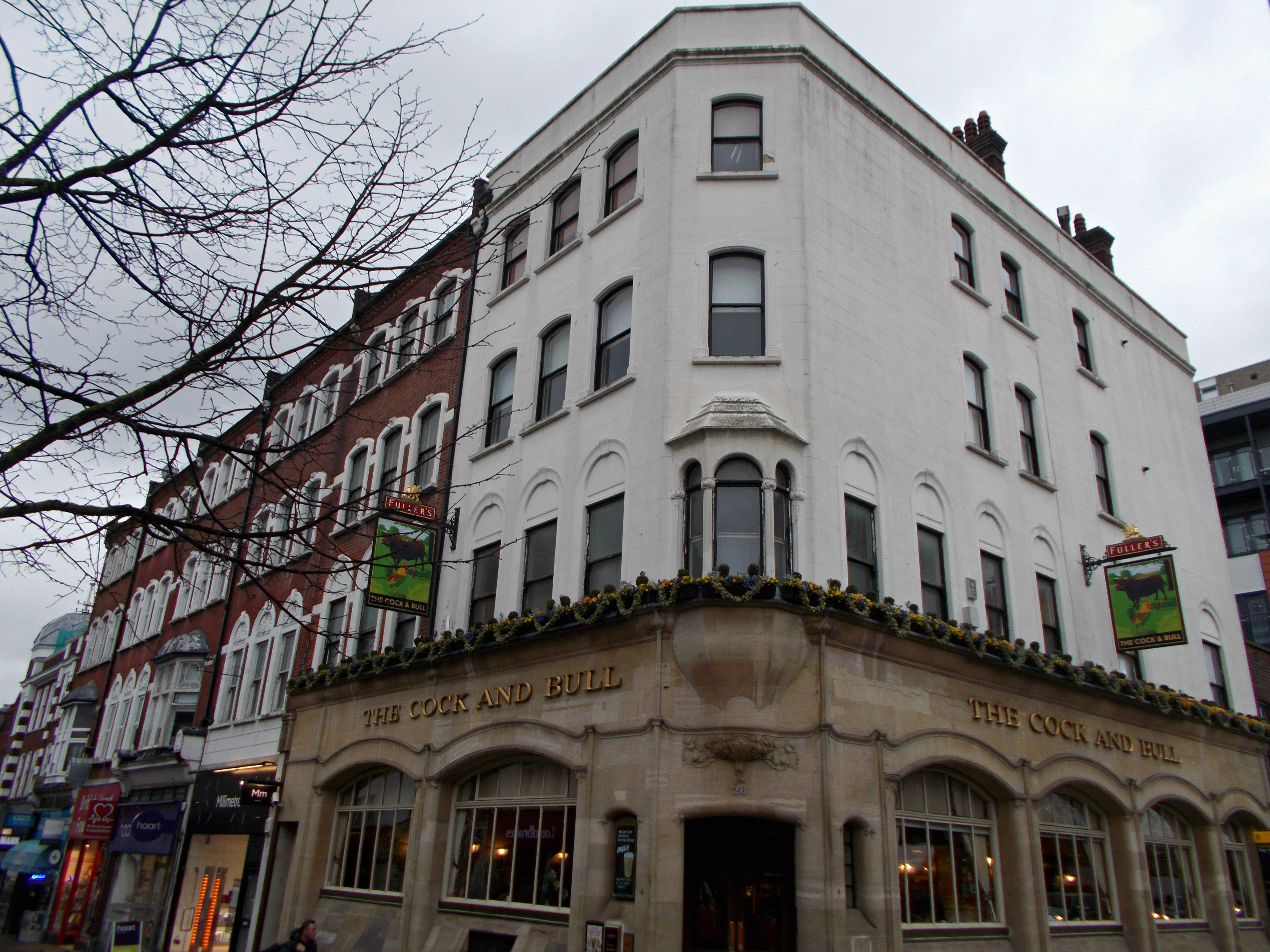
Traditionele pub
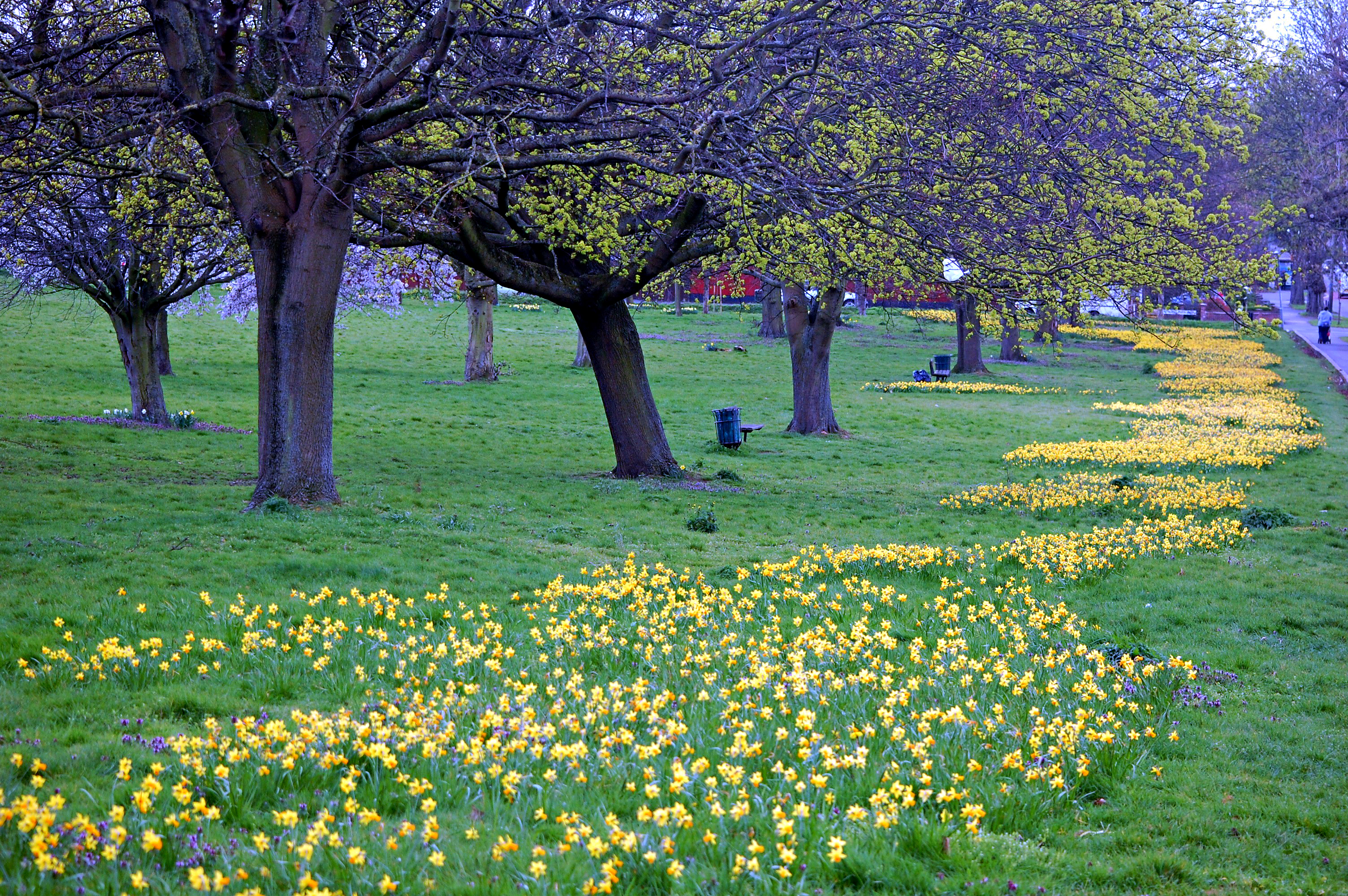
Rose Hill